# アドハム・ハーン

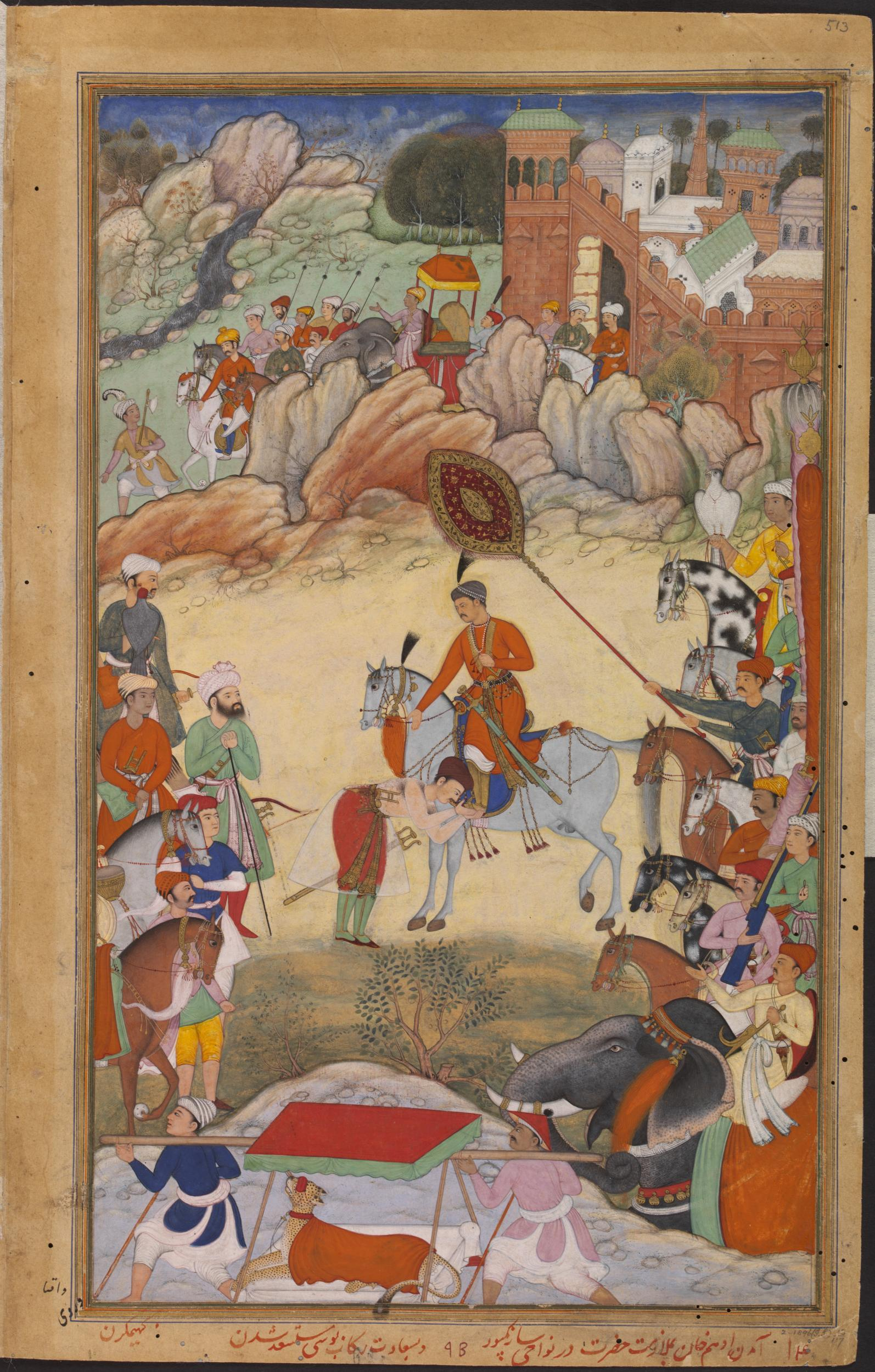
アクバルに戦利品を渡すアドハム・ハーン（アクバル・ナーマ、1561年）

アドハム・ハーン（Adham Khan, 生年不詳 - 1562年5月16日）は、北インド、ムガル帝国の政治家・武将。

## 生涯
アドハム・ハーンは皇帝アクバルの乳母頭であるマーハム・アナガの息子として生まれた。父に関しては定かではなく、帝国の高官の誰か、あるいは皇帝フマーユーンであるともされる。
摂政バイラム・ハーン失脚後、アクバルの政権ではマーハム・アナガが最も強大な権力を持った。それにともない、息子であるアドハム・ハーンの権力も増し、アクバルの乳兄弟ということもあって政権で幅をふるうようになった。
1560年、アドハム・ハーンはピール・ムハンマド・ハーンとともにマールワー方面へと遠征に向かい、1561年にマールワーを占領し、マールワーの太守となった。だが、アドハム・ハーンはマールワーの支配者バーズ・バハードゥルを取り逃がし、その才色兼備の詩人ループマティーを自死させてしまった。さらに、アドハム・ハーンは君主に戦利品を全て送る慣習を破るという重大な過ちを犯した。アクバルは当然この権利を主張し、自らマールワーに向かいその独善を抑えたため、アドハム・ハーンとの仲は非常に悪くなった。

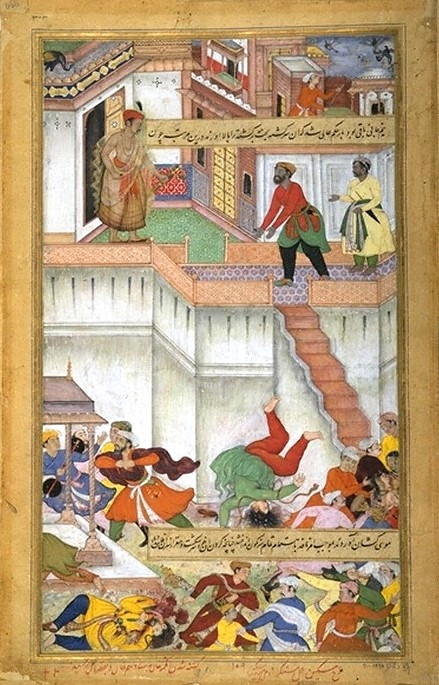
処刑されるアドハム・ハーン（アクバル・ナーマ）

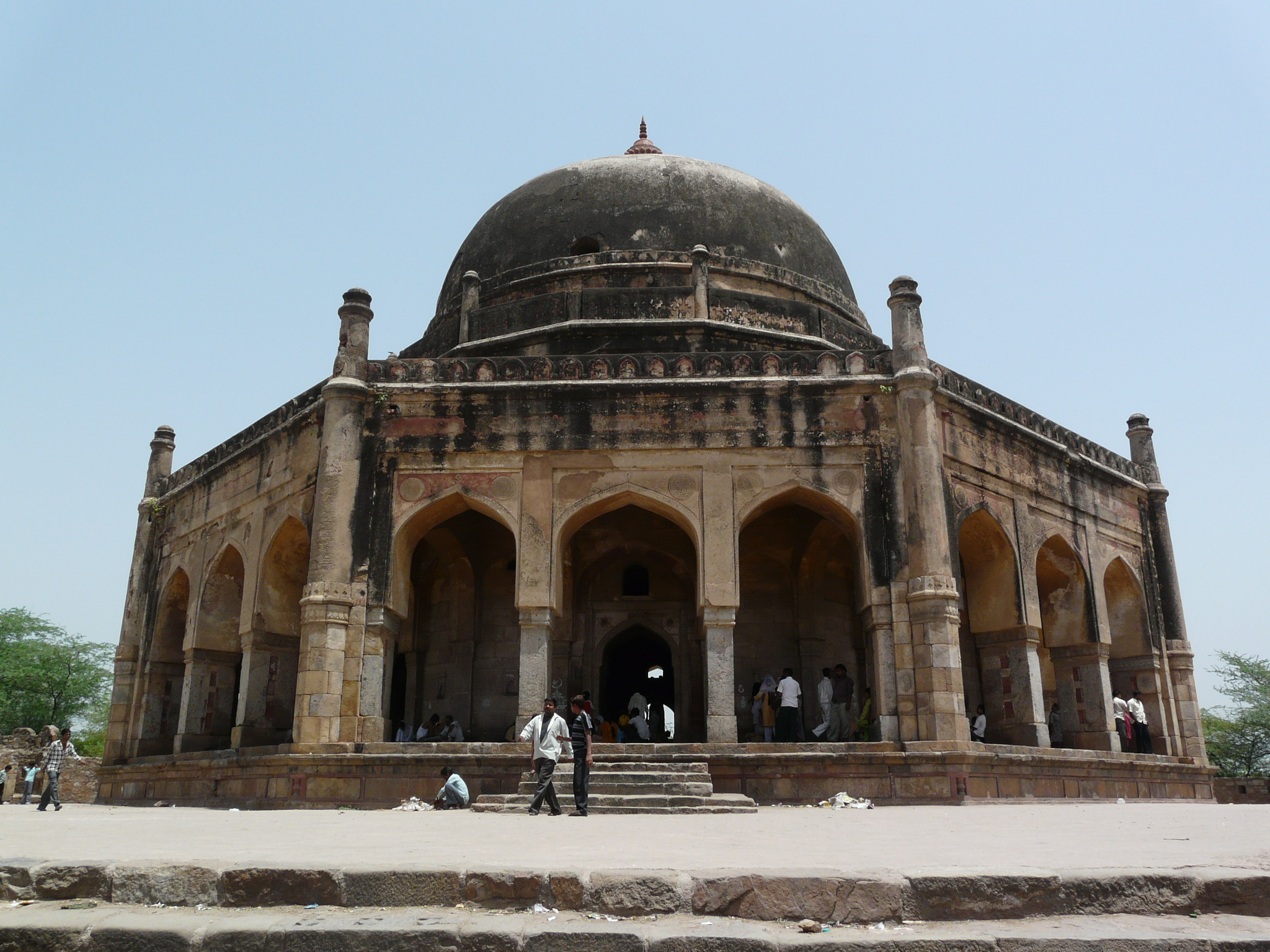
アドハム・ハーン廟

さて、フマーユーン以来の重臣アトガ・ハーンはマーハム・アナガ一派に対抗しうる存在で、彼の妻ジージー・アナガもアクバルの乳母だったため、アクバルから彼は「養父」と呼ばれていた。同様の重臣ムヌイム・ハーンはアトガ・ハーンとの対立から、アドハム・ハーンにその暗殺を唆した。調子に乗りやすかったアドハム・ハーンはムヌイム・ハーンに唆され、彼自身もアトガ・ハーンが宰相であることが気にくわなかったため、その暗殺を計画した。
1562年5月16日、アドハム・ハーンは大勢の部下を連れ、アーグラ城の公謁殿で会合をしていたアトガ・ハーンを短剣で刺し殺してしまった。このとき、アクバルは寝殿で睡眠中だったが、騒ぎで目をさまし、事態を察して公謁殿へと向かった。
一方、アドハム・ハーンは公謁殿を後にして後宮の前で中に入れるよう訴えていたが、テラスでアクバルと遭遇してしまった。アクバルは「よくも私の養父を殺したな」と言い、膝を屈したアドハム・ハーンは殴られて床にたたきつけられた。それから、アドハム・ハーンは脳髄が流れ出るようテラスから逆さにして2度にわたり放り投げられ、あえなく絶命した。
その後、アクバルは自らアドハム・ハーンの母マーハム・アナガに丁重に詳しく事情を説明し、彼女は悲観に明け暮れたのち、40日後に死亡した。